# 層間変形角
層間変形角（そうかんへんけいかく）は、建物の構造計画をする場合において、2次設計で最初に行う検討である。
架構がまとっている内外装材等が地震によって脱落、崩壊するのを防ぐために行うもので、規定値は1/200以下であるが、帳壁や内外装材、設備等に相応の措置が講じられている場合に限って1/120以下まで緩和が認められる。なお鉄骨ラーメン造などの柱・梁部材断面はこの規定値によって決まることが多い。一方ブレース構造は剛性が大きいので規定値を越えることはまれである。
検討式: r=δ/h
- r: 層間変形角
- δ: 層間変位
- h: 高さ